# Smermus fisheri
Smermus fisheri är en skalbaggsart som beskrevs av Gardner 1941. Smermus fisheri ingår i släktet Smermus och familjen långhorningar.
Artens utbredningsområde är Myanmar. Inga underarter finns listade i Catalogue of Life.